# Stargate (jeu vidéo, 1981)
Pour les articles homonymes, voir Stargate (homonymie).
Stargate, également appelé Defender II, est un jeu vidéo développé par Vid Kidz, produit par Williams Electronics, sorti en 1981 sur borne d'arcade. Le jeu a été conçu par Larry DeMar. Il s'agit de la suite de Defender (1980), célèbre shoot 'em up créé par Eugene Jarvis.

## Système de jeu
Stargate repose sur la même base de jeu que Defender. Il introduit cependant quinze types d'aliens différents et la possibilité de se téléporter d'une face à l'autre de la planète selon les situations.

## Développement
Le jeu a été développé par la société Vid Kidz, fondée par Eugene Jarvis et Larry DeMar. Le développement a pris quatre mois. 

## Exploitation
Stargate est commercialisé à partir de novembre 1981 en salle d'arcade. Le nombre d'unités produites est estimé à 27000. À la fin de la commercialisation du jeu d'arcade, Williams a rebaptisé le jeu Defender II pour des raisons de droits.
Des conversions ont été réalisées sur Commodore VIC-20 (1982), Apple II, PC (1983), Atari 2600, Atari 5200 (1984), NES (1987), Amiga et Atari ST (1990). 
Midway Games a réédité le jeu dans la compilation Williams Arcade Classics à partir de 1995.

## Defender II de Jeff Minter
Defender II est un jeu conçu par Jeff Minter (Yak), développé par Llamasoft et édité par ARC (Atari UK), sorti en 1990 sur Amiga et Atari ST. Il implémente Defender, Stargate et Defender II. Les deux premiers sont des conversions fidèles des originaux tandis que Defender II est un remake qui implémentent de nouvelles armes et ennemis. La réalisation demeure très « 8-bit » dans l'esprit. La jouabilité a été adapté pour un contrôle simultané à la souris et au clavier.